# NGC 513
NGC 513 é uma galáxia espiral (Sc) localizada na direcção da constelação de Andromeda. Possui uma declinação de +33° 47' 56" e uma ascensão recta de 1 horas, 24 minutos e 26,9 segundos.
A galáxia NGC 513 foi descoberta em 13 de Setembro de 1784 por William Herschel.